# Đơn đặt hàng người mua
Đơn đặt hàng người mua, đôi khi được viết tắt là SO, là một đơn đặt hàng do một doanh nghiệp hoặc một thương nhân cá thể cấp cho khách hàng. Đơn đặt hàng người mua có thể là cho các sản phẩm và/hoặc dịch vụ. Với nhiều loại hình doanh nghiệp, điều này có nghĩa là các đơn đặt hàng có thể được thực hiện theo nhiều cách. Nhìn chung, các chế độ thực hiện, dựa trên mối quan hệ giữa biên nhận đơn đặt hàng và sản xuất, như sau:
- Bản sao kỹ thuật số - Các sản phẩm là kỹ thuật số và lưu trữ được duy trì với một bản gốc số duy nhất. Bản sao được thực hiện theo yêu cầu trong thời gian thực và giao ngay cho khách hàng.
- Sản xuất thành phẩm và lưu trữ trong kho - Nơi sản phẩm được sản xuất và trữ sẵn để dự đoán nhu cầu. Hầu hết các sản phẩm cho người tiêu dùng sẽ rơi vào danh mục này
- Sản xuất khi có đơn đặt hàng - Nơi sản phẩm được xây dựng dựa trên các đơn đặt hàng nhận được. Điều này là phổ biến nhất cho các phần tùy chỉnh, nơi các mẫu thiết kế được biết trước.
- Định cấu hình theo đơn đặt hàng - Các sản phẩm được định cấu hình hoặc lắp ráp để đáp ứng các yêu cầu của khách hàng duy nhất, ví dụ: máy tính
- Thiết kế sản phẩm dựa trên đơn đặt hàng - Trường hợp một số lượng công việc thiết kế sản phẩm được thực hiện sau khi nhận được đơn đặt hàng

Đơn đặt hàng người mua là một tài liệu nội bộ của công ty, có nghĩa là nó được tạo ra bởi chính công ty. Đơn đặt hàng người mua sẽ ghi lại đơn đặt hàng nhà cung cấp (PO) của khách hàng là tài liệu bên ngoài. Thay vì sử dụng tài liệu đơn đặt hàng nhà cung cấp của khách hàng, một mẫu Đơn đặt hàng người mua nội bộ cho phép kiểm soát nội bộ tính đầy đủ được giám sát. Một số thứ tự bán hàng tuần tự có thể được công ty sử dụng cho các tài liệu bán hàng của mình. PO của khách hàng là tài liệu gốc, kích hoạt việc tạo đơn đặt hàng. Một Đơn đặt hàng người mua là một tài liệu nội bộ, do đó có thể chứa nhiều đơn đặt hàng của khách hàng theo nó. Trong môi trường sản xuất, một đơn đặt hàng người mua có thể được chuyển đổi thành một lệnh sản xuất để cho phép công việc sắp bắt đầu sản xuất, xây dựng hoặc thiết kế các sản phẩm mà khách hàng muốn.

## Đơn đặt hàng điện tử
Nhiều đơn đặt hàng người mua không còn bằng giấy, mà được truyền qua mạng điện tử trên mạng nội bộ của công ty. Các đơn đặt hàng người mua này có thể được liên lạc qua các ứng dụng doanh nghiệp khác nhau của doanh nghiệp. Quy trình đặt hàng người mua và nhà cung cấp tự động cho phép khách hàng đặt hàng 24/7, ngay cả khi văn phòng đóng cửa.

## Các loại phổ biến
- Báo giá
  - Báo giá bán hàng
  - Báo giá tài chính
- Hóa đơn
- Ước tính
- Lệnh giao ngay
- Đơn trả lại hàng
- Số sản phẩm
- Đặt hàng gấp

## Thực hiện đơn đặt hàng của khách hàng
Các bước liên quan đến việc thực hiện các yêu cầu được thực hiện trong một đơn đặt hàng người mua tạo nên quy trình thực hiện đơn đặt hàng.